# جون هوارد

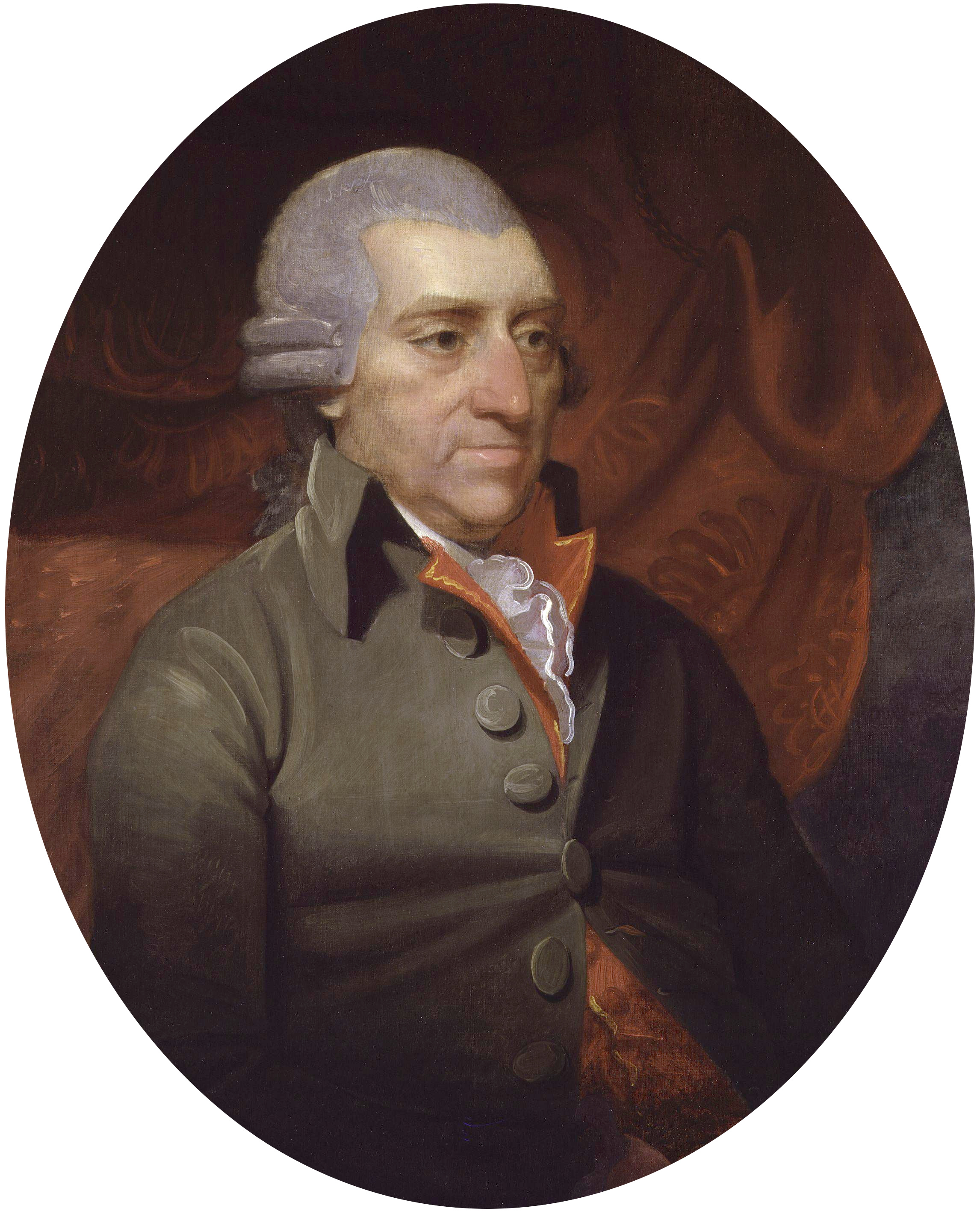
جون هوارد (1789)

جون هوارد (بالإنجليزية: John Howard) (2 سبتمبر 1726 - 20 يناير 1790م). مصلح بريطاني للسجون.

## حياته
ولد هوارد في لندن، وكان يعمل صبيًا لبقال، عندما كان شابًا صغيرًا، ثم ورث ثروة كبيرة عندما وصل سن الخامسة والعشرين. وبنى أكواخًا جيدة لعماله، ولكنه لم يبدأ عمله كمصلح اجتماعي حتى تم تعيينه عمدة ذا مرتبة عالية لمقاطعة بدفوردشاير في عام 1773م. وفي وظيفته هذه صدمه ما وجده في السجون، فبدأ دراسة جادة أطلق عليها اسم حالة السجون في إنجلترا وويلز، وذلك في عام 1777م، وقد دفعت هذه الدراسة البرلمان للقيام بتصحيح كثير من المخالفات.

## إصلاح السجون
ولكي يجعل هذه الدراسة متفقة مع أحدث ما توفّر من تقدم ومعلومات وقتئذ، قام هوارد بزيارة كل سجن في البلاد أربع مرات. كما زار أيضًا سجونًا ومستشفيات للأوبئة في أنحاء أوروبا، وأخذ يقيس الغرف، ويفتش في المطابخ، ويتحدث مع النزلاء. وقد توفي هوارد بينما كان في جولة يزور خلالها المستشفيات العسكرية في روسيا.
وأنفق هوارد كل ثروته على عمله الكامل الرائع اللافت للنظر. ورفض أن ينزل إلى مرتبة ثانوية، ودفع إصلاحاته بالقوة عن طريق موضوعية دلائله وبراهينه. وقد رفض أن يحصل على مجد شخصي ثمنًا لعمله.
أما جماعة جون هوارد، وهي جماعة أمريكية لإصلاح السجون تم تأسيسها في عام 1901م، فقد سميت باسمه. وتعمل هذه الجماعة على تحسين أحوال السجون وتقديم العون للمساجين والمجرمين السابقين. وتسمى جماعة مشابهة لإصلاح السجون في بريطانيا باسم عصبة هوارد للإصلاح الجزائي.

## روابط خارجية
- جون هوارد على موقع الموسوعة البريطانية (الإنجليزية)
- جون هوارد على موقع إن إن دي بي (الإنجليزية)